# Pintada crestada oriental
La pintada crestada oriental (Guttera pucherani) és una espècie d'ocell de la família dels numídids (Numididae) que habita zones de selva, sabana i matolls d'Àfrica subsahariana, des de Guinea Bissau fins a Etiòpia i Somàlia cap a l'est, i nord-est de Sud-àfrica cap al sud. Absent de les zones de selva més densa.

## Taxonomia
Antany es considerava coespecífica amb Guttera edouardi i Guttera verreauxi. Les tres, però, van ser considerades espècies de ple dret, per alguns autors, sobre la base de les diferències de color de la pell de la cara i el coll, la forma del plomall del cap i les vocalitzacions.
L'IOC ha seguit el mateix criteri en època recent.